# Kępkowiec żeberkowano-żyłkowany

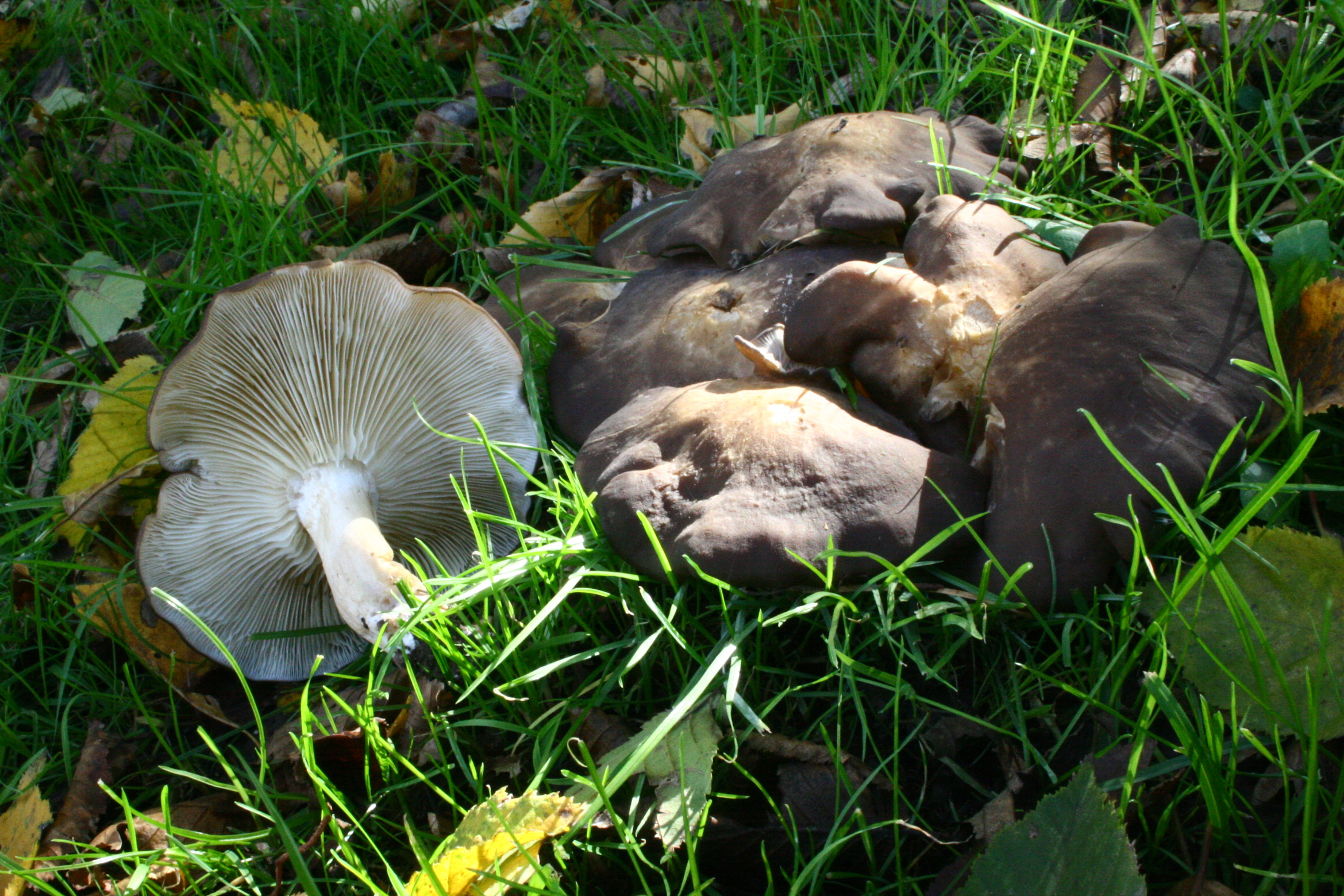

Kępkowiec żeberkowano-żyłkowany (Lyophyllum loricatum (Fr.) Kühner) – gatunek grzybów należący do rodziny kępkowcowatych (Lyophyllaceae).

## Systematyka i nazewnictwo
Pozycja w klasyfikacji według Index Fungorum: Lyophyllum, Lyophyllaceae, Agaricales, Agaricomycetidae, Agaricomycetes, Agaricomycotina, Basidiomycota, Fungi.
Po raz pierwszy takson ten zdiagnozował w 1838 roku Elias Fries nadając mu nazwę Agaricus loricatus. Obecną, uznaną przez Index Fungorum nazwę nadał mu w roku 1938 Robert Kühner, przenosząc go do rodzaju Lyophyllum.
Synonimy nazwy naukowej:
- Agaricus loricatus Fr. 1838
- Gyrosa cartilaginea var. loricata (Fr.) Quél. 1886
- Lyophyllum decastes var. loricatum (Fr.) Kühner
- Lyophyllum loricatum f. subxanthum Agnello & P. Alvarado 2012
- Tricholoma loricatum (Fr.) Gillet 1874

Nazwę polską zaproponował Władysław Wojewoda w 2003 roku.

## Morfologia
Kapelusz
Średnica 5–11 cm, kształt początkowo łukowaty, potem rozpostarty z szerokim i tępym garbem. Brzeg ostry. Jest chrząstkowaty i zazwyczaj pofalowany. Powierzchnia gruzełkowato pomarszczona, gładka. Skórka gruba, podobna do pancerza, błyszcząca i higrofaniczna o barwie kasztanowo-brązowej lub sepio-brązowej, czasami z oliwkowym odcieniem
Trzon
Wysokość 3–9 cm, grubość 0,5–1,5 cm, twardy, pełny, sprężysty. Pod kapeluszem białawo-kosmkowaty i omączony, poza tym pokryty wrośniętymi włókienkami. Pod kapeluszem i u podstawy białawy, na środku brudno-brązowawy.
Blaszki
Wąskie, gęste, twarde i sprężyste, początkowo białawe, potem kremowo-białawe, w końcu słomkowo-żółtawe.
Miąższ
Twardy, chrząstkowaty, sprężysty, białawy. Ma przyjemny zapach, w smaku jest słodkawo-cierpki (według niektórych zdecydowanie nieprzyjemny).

## Występowanie
Kępkowiec żeberkowano-żyłkowany występuje w niektórych krajach Europy, w Ameryce Południowej i Środkowej. W Polsce jest rzadki, według W. Wojewody jest gatunkiem wymierającym (kategoria zagrożenia Ex). Do 2003 r. w piśmiennictwie podano tylko jedno jego stanowisko i to już archiwalne (Międzyrzec Podlaski, 1904). Jednak kilka współczesnych stanowisk podaje internetowy atlas grzybów. Znajduje się w nim na liście gatunków zagrożonych i wartych objęcia ochroną.
Występuje na nizinach i terenach pagórkowatych w świetlistych lasach liściastych, w parkach i sadach, zwłaszcza pod bukami. Owocniki na ziemi od sierpnia do listopada.

## Znaczenie
Saprotrof. Jest grzybem jadalnym, jednak ze względu na rzadkość występowania wartym objęcia ochroną.